# 鯉魚山 (臺東縣)
鯉魚山，或稱鰲魚山，是一座位於中華民國臺灣臺東縣臺東市市區的丘陵，標高75公尺，設有1.7公里長的鯉魚山步道，為全國步道系統中的區域級步道，屬東部步道系統中的關山、鹿野、卑南及台東子系統，由林務局臺東林區管理處知本工作站管轄；臺東縣政府亦有規劃鯉魚山公園、鯉魚山風景區。由於位於市區，周圍無其他較高的山峰，因此視野良好，可俯瞰臺東市區，以及北側卑南族聖山都蘭山，以及東側外海的綠島，為臺東市著名的旅遊景點，亦是臺東市區最大的綠地。

## 地理
鯉魚山為卑南山礫岩所組成的海蝕遺留殘丘，卑南山礫岩分布於卑南山台地、卑南溪東岸以及鹿野溪口北岸，由片岩、板岩、變質砂岩、變質基性火成岩、砂岩等組成，東側以卑南山斷層與利吉混同層接觸；由於鯉魚山地質與北側貓山的差異，被認為與東岸的卑南山斷層不同，而被認為是卑南山受海岸山脈與中央山脈擠壓的過程中，向南延伸的沉積物。鯉魚山因與卑南山台地擦撞，而產生向西南傾沒的背斜狀小丘；後北側卑南山受海岸山脈推擠往內陸移動，而鯉魚山則留在原地，因此成為孤立在沖積扇上的丘陵；西側土質疏鬆，經常發生崩塌，而東側岩塊則較堅硬。
由於四周無其他較高山峰，鯉魚山於背嶺觀景台附近設有點號E084的一等三角點、一等衛星控制點；另有臺灣省政府圖根補點，但在2007年修築步道時遺失，僅剩中央研究院設的地殼變動基準點；鯉首觀景台則有臺東縣政府圖根點、四等控制點，老樹休憩區觀景台則有臺東縣政府精密導線點。

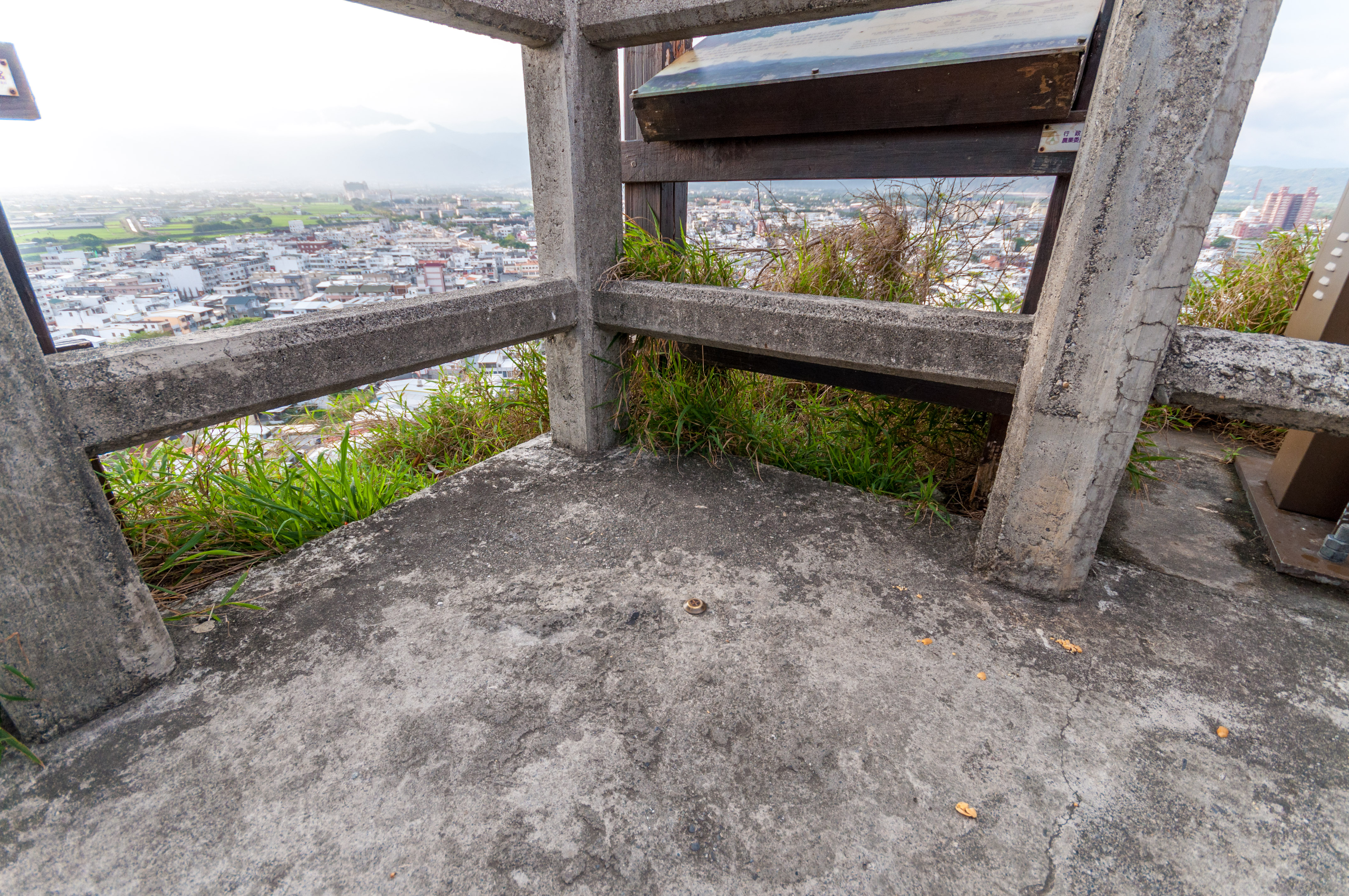
位於鯉首觀景台地上的臺東縣政府圖根點（地上小圓釘）

## 山名
鯉魚山在19世紀下半葉時已見諸紀錄，當時官方多稱為鰲魚山。如台東直隸州知州胡傳曾在鰲魚山上重建昭忠祠，紀念後山清帝國忠義將士。但也有以鯉魚山的命名，1898年德國藝術收藏家阿道夫·費實(Adolf Fischer)來到台東時，形容鯉魚山(Karpfenberges)像一座島嶼在平原上，並畫一隻鯉魚示意。
馬蘭阿美族人稱鯉魚山為kinafaragaw，意為蒼蠅很多之地，後轉音為「baragau」或「varagau」，後阿美族人以其形與神話中的大鰲魚相像而稱之為鰲魚山，今風景區前的鯉魚山魚雕像便是以鰲魚做象徵而做成，而非鯉魚為原型，曾因此使民眾不解。
鯉魚山之名除了其型像一臥鯉外，亦有多種傳說；一說為鯉魚山原為兩隻鯉魚，夜間還會游動移走，之後山中的寶藏被荷蘭人挖走，留下兩個大山洞，亦即鯉魚的兩顆眼珠被挖走，因此鯉魚不再能移動而留在原地。二說為臺東平原的少年愛上原住民公主但遭反對，原住民頭目派人追殺少年，少年被迫自殺而化作鯉魚山，頭目不放心而請貓神看管此魚靈，貓神因而成為北側的貓山。另有貓捉鯉魚的傳說故事。

## 歷史

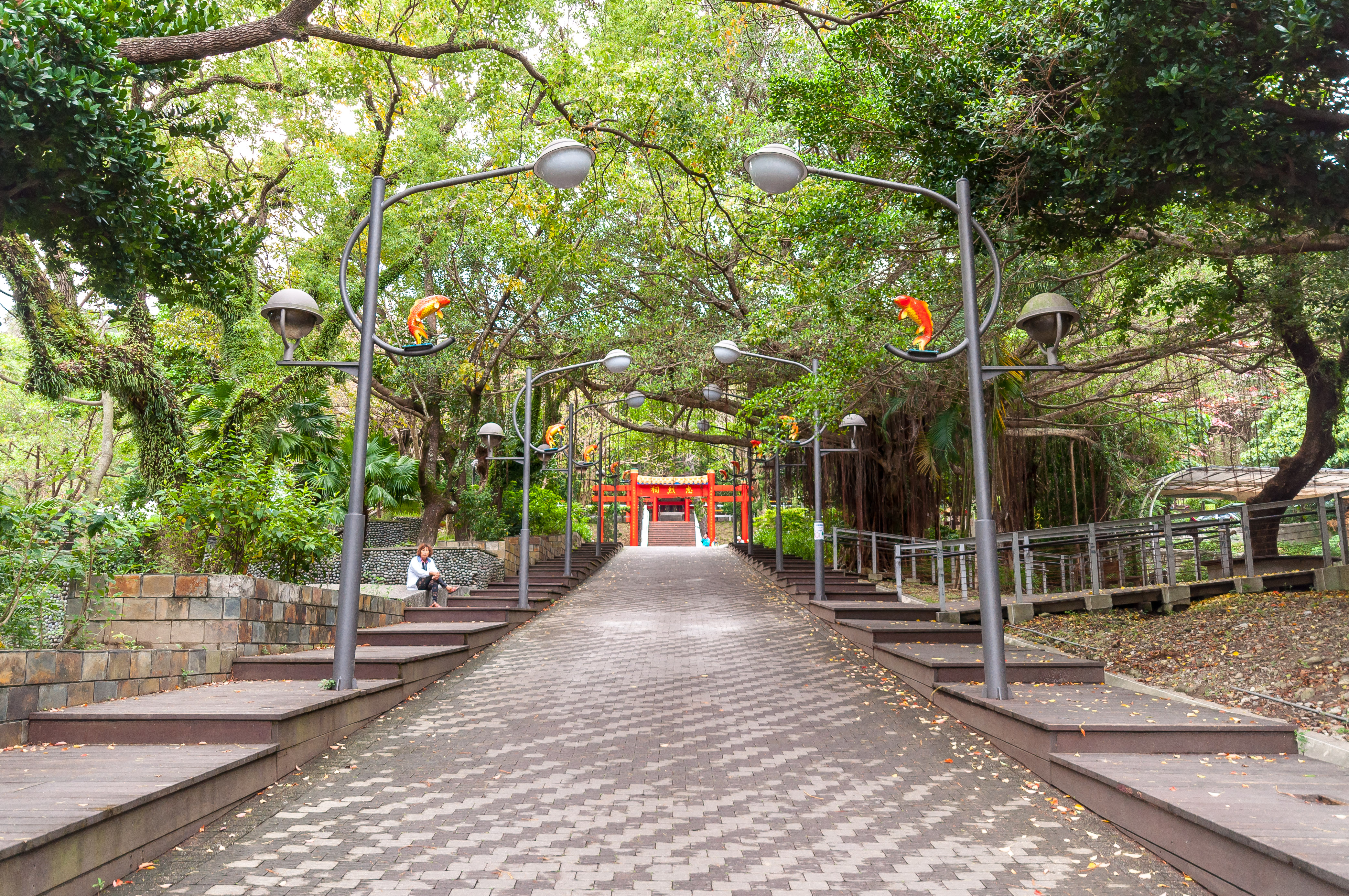
忠烈祠與其前坡道

1968年興建龍鳳佛堂時，於東側山麓挖掘出大量的石板棺、素面陶、紡輪、石斧、石針、錛鑿、矛鏃、玉玦等新石器時代晚期的卑南文化遺物，可見早期便有人類居住於此，部分文物保存在龍鳳佛堂中展示。清領時期光緒七年，卑南廳同知袁聞柝為紀念開發後山先賢烈士，創建昭忠祠。光緒十九年因颱風毀壞，臺東直隸州知州胡鐵花於現址重建。日治時期昭和五年10月27日台東神社遷移至昭忠祠位址，祭祀開拓三神。中華民國領台後，於民國五十年時，將台東神社改建為忠烈祠，但仍保留一部分的神社架構，其前坡道也無更動。
在戒嚴期間，鯉魚山為軍事重鎮，設有碉堡、防空洞等設施，普通民眾不得進入；解嚴後始開放，因位於市區且就在舊臺東火車站旁，成為臺東市的著名景點，龍鳳佛堂香客不斷；後因遊客過多而禁止車行，遊覽車因而無法進入，加上山上步道老舊、私人佔有種菜、環境髒亂，逐漸遊客減少，僅見零星遊客，剩晨間運動人口，及群集樹下納涼打牌唱歌的老人家。臺東縣政府於2013年年底重新整修步道，期能重建往日觀光人潮。

## 生態

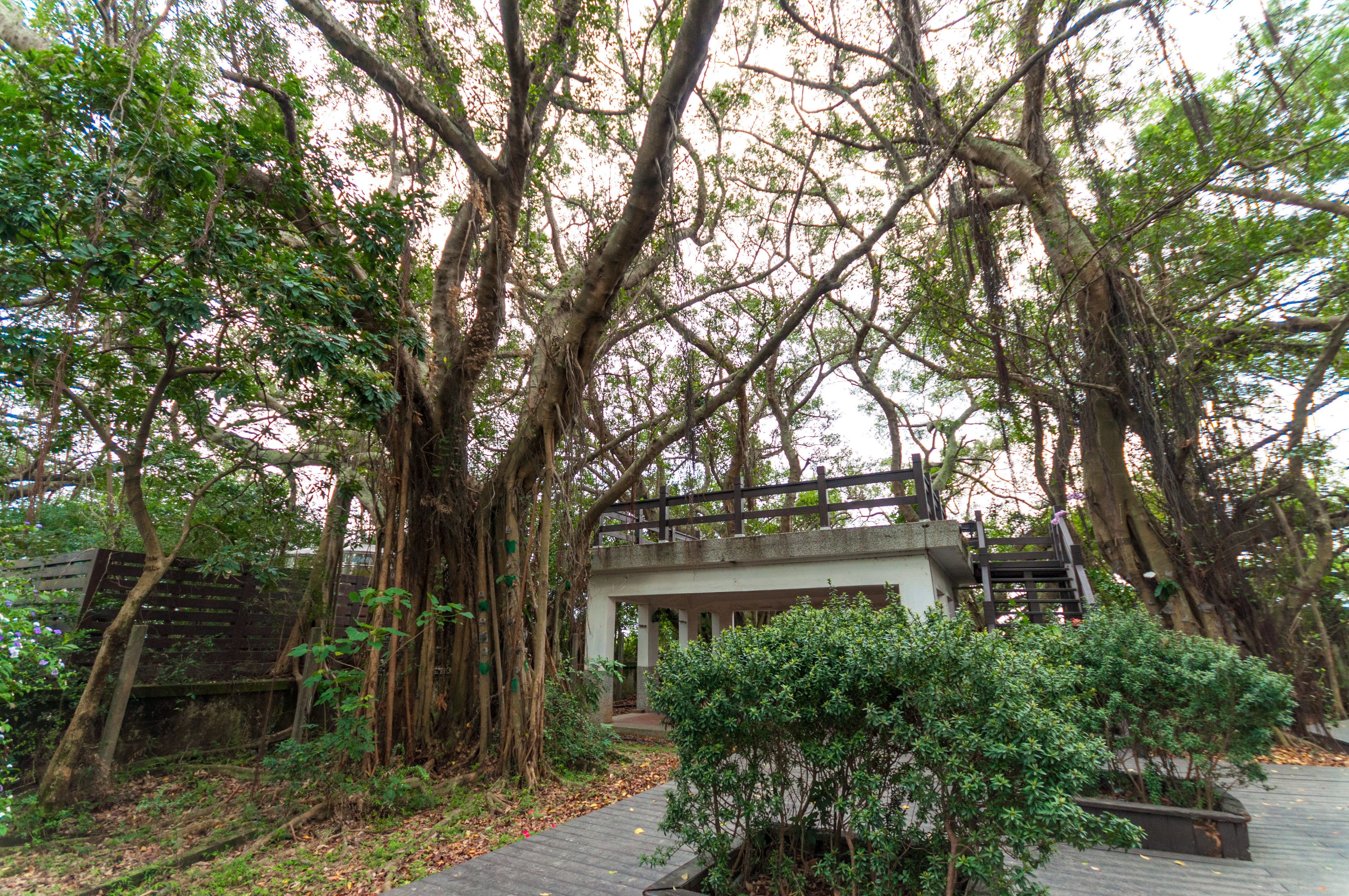
老樹休憩區與老榕樹

鯉魚山常見的鳥類包括大卷尾、烏頭翁、樹鵲、綠繡眼等；昆蟲則有蟬、蜻蜓及蝴蝶等。植物部分，步道沿途可經過百年榕樹、樟樹、欖仁、木棉、茄苳等植物；老榕樹為鯉魚山的植物特色，步道中也設有老樹休憩區，由眾多老榕樹圍繞；另有盤龍木、山素英、三角葉西番蓮、小葉南洋杉等許多植物，為一都市叢林。

## 景點
步道沿線設有許多觀景台和休息區，從頭至尾設有鯉首、背嶺、鯉尾等觀景平台，視野良好可俯瞰不同角度的臺東市區；另有龍鳳佛堂，建築特殊，為鯉魚山山上顯眼地標；園內有許多紀念碑，如胡鐵花紀念碑、陳振宗紀念碑、鄭品聰先生銅像、台東縣中日友好親善和平紀念碑等。另有忠烈祠，其前坡道於節日假日時有許多攤販，本身亦是歷史建築，附近為鯉魚山公園，有許多運動設施，以及荷池、小橋、古木及一部戰後初期的火車頭。

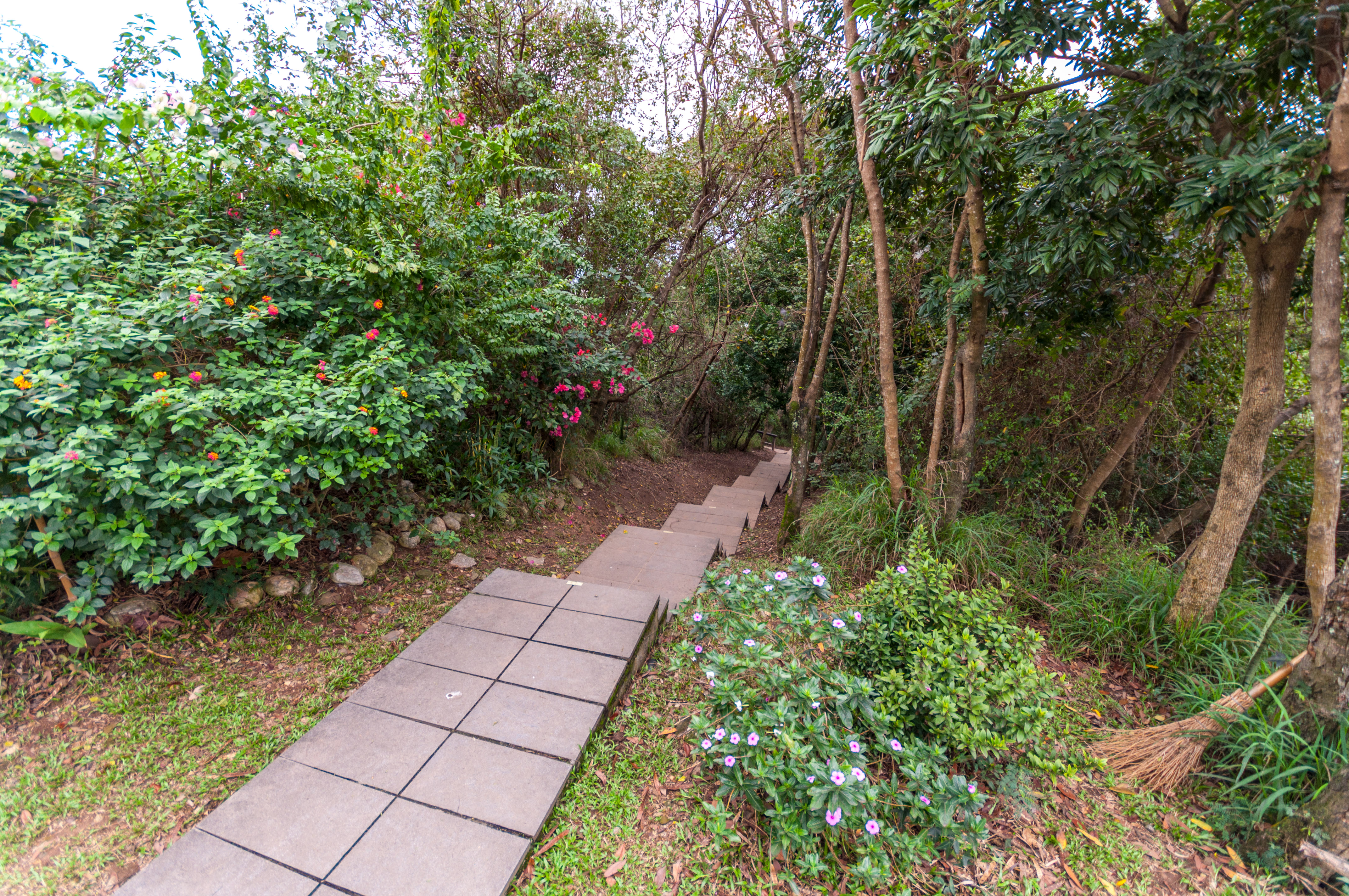
鯉魚山步道
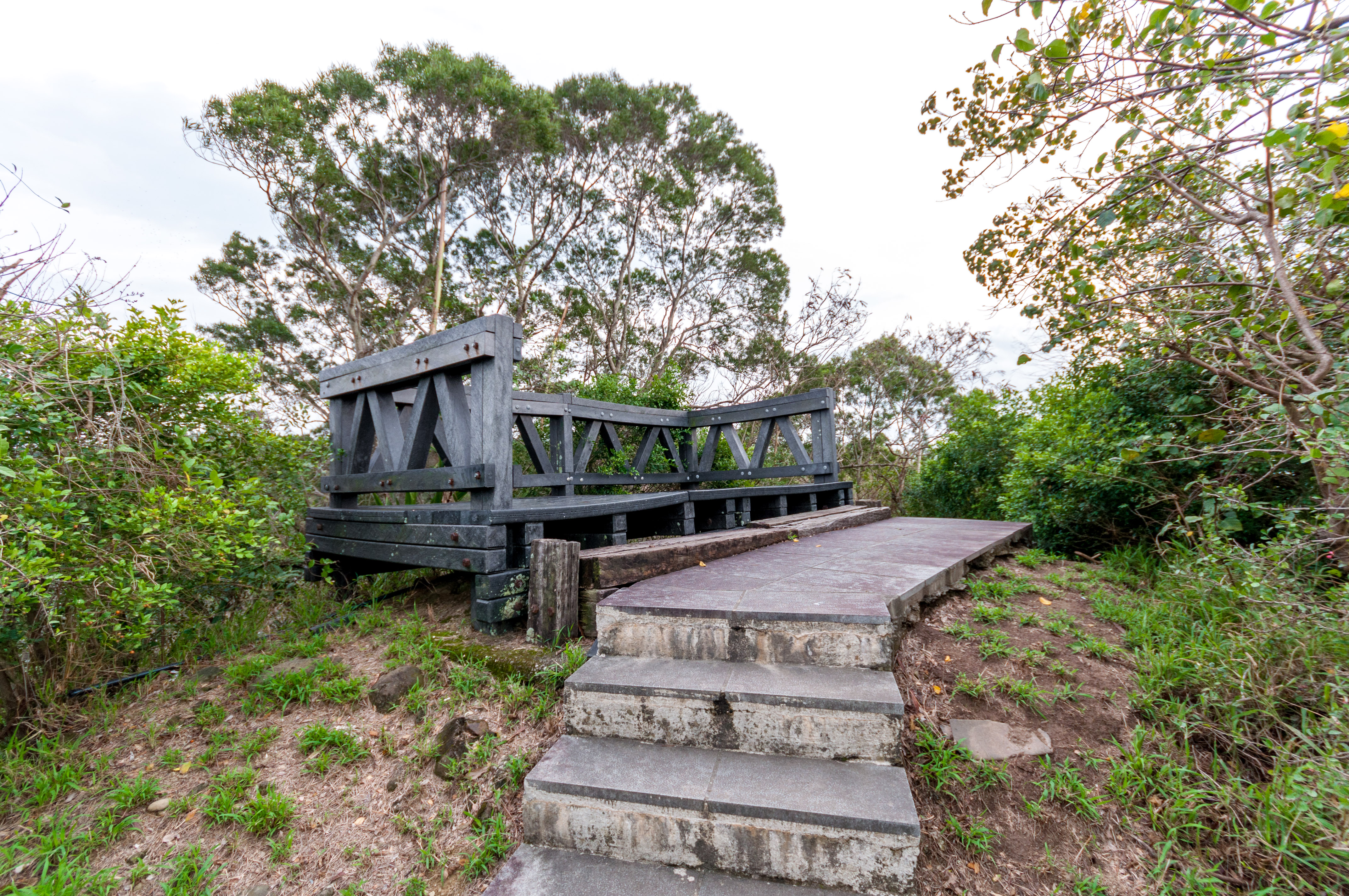
觀景平台
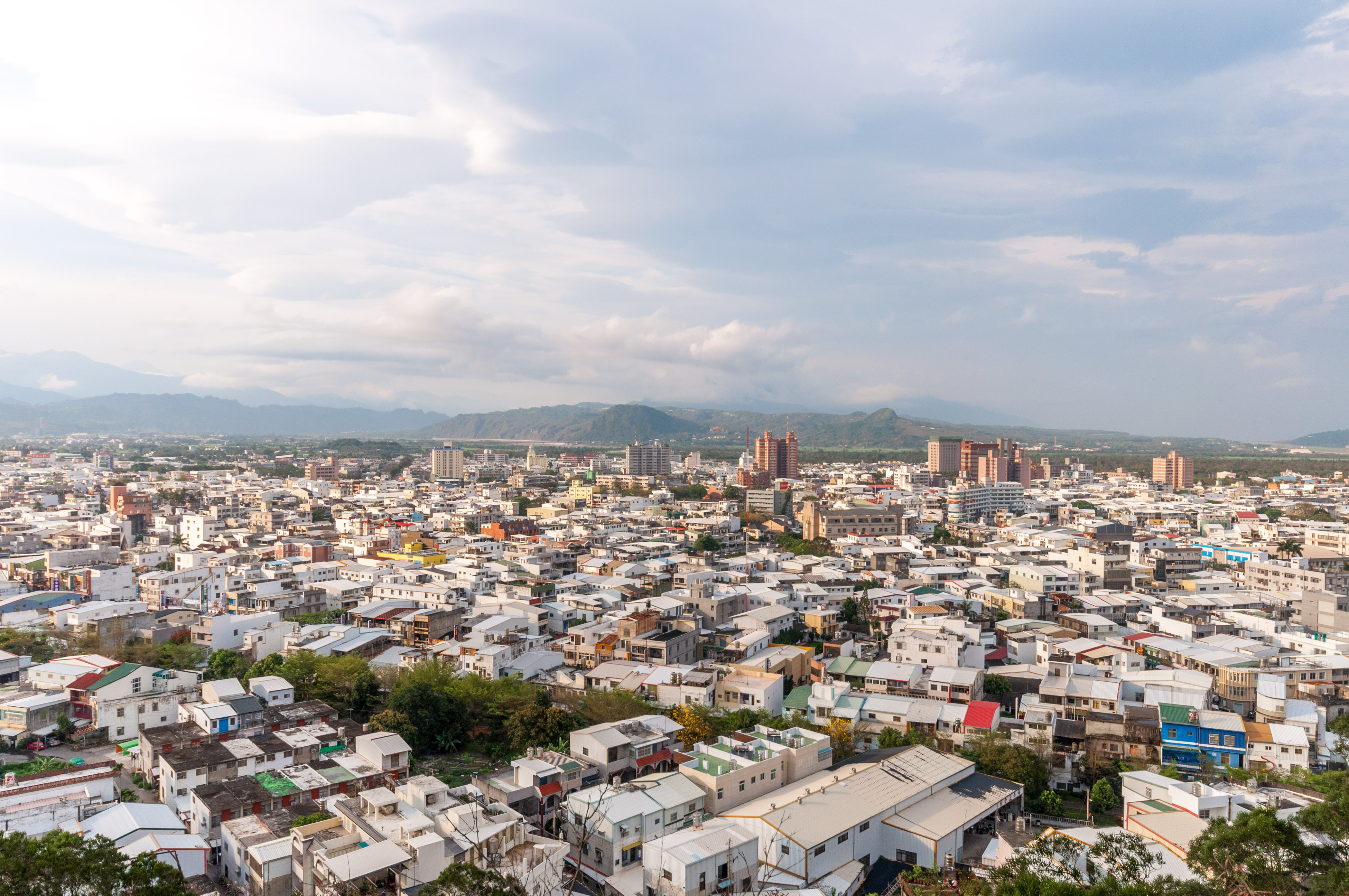
俯瞰市區
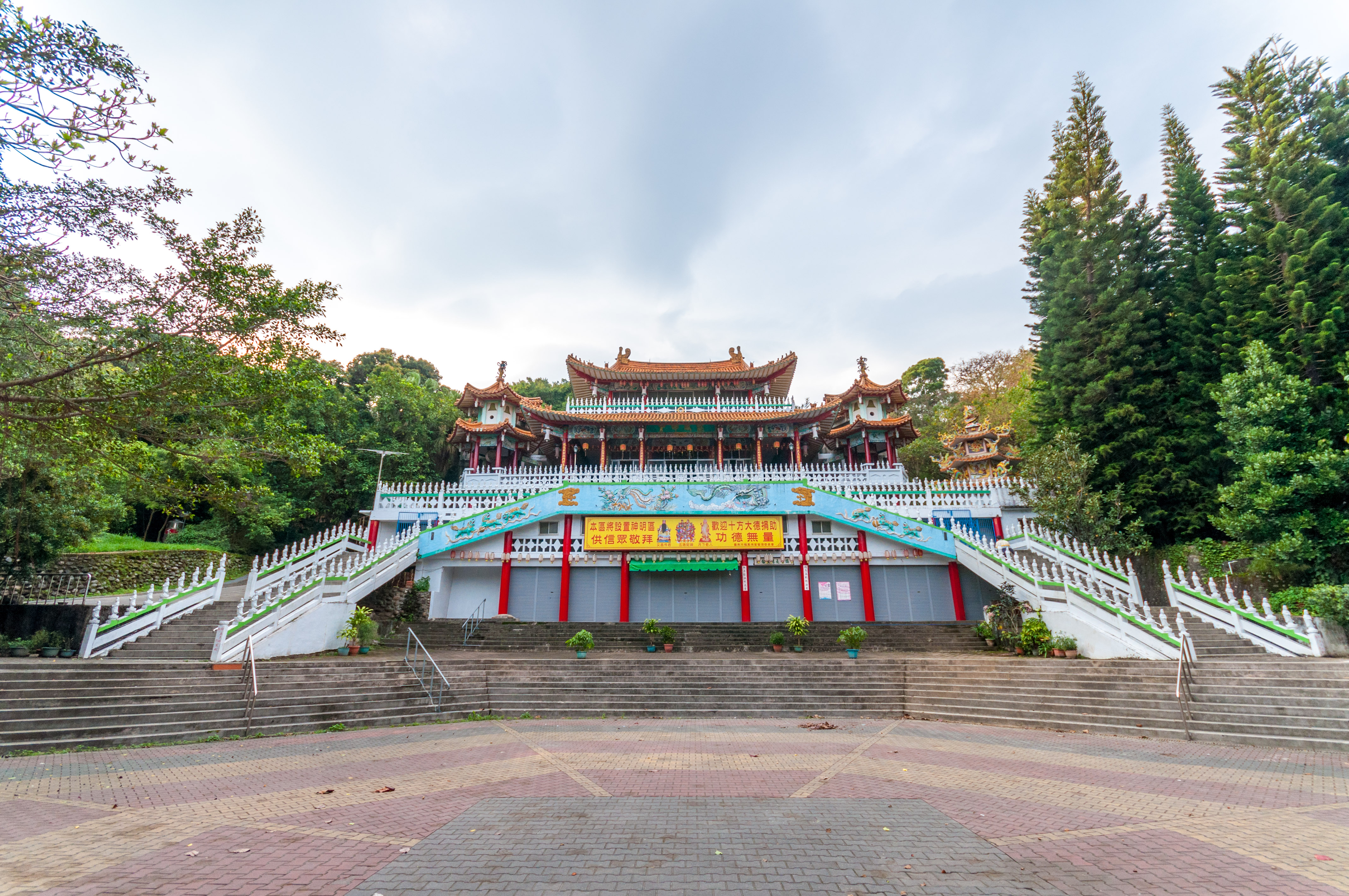
龍鳳佛堂
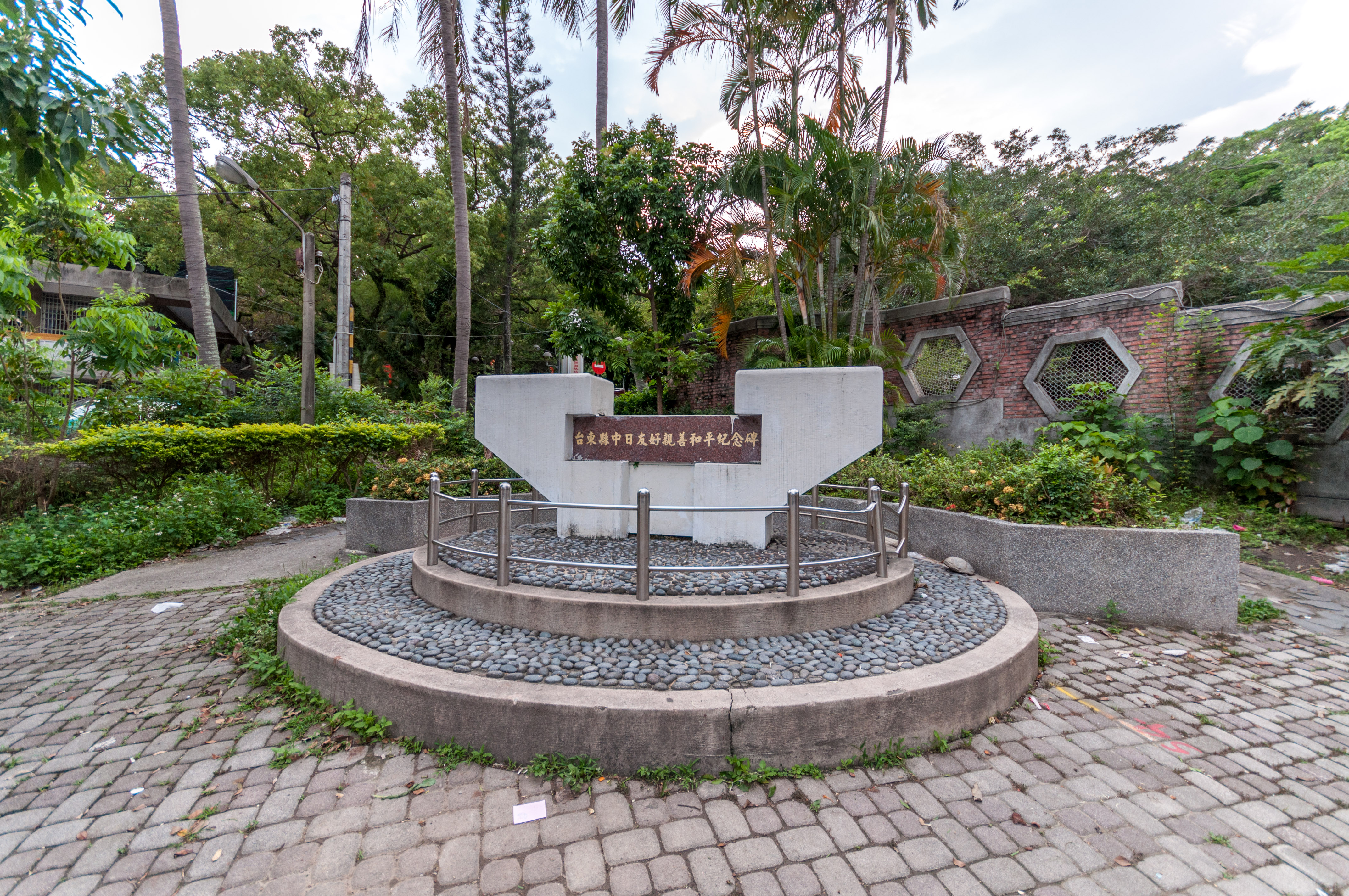
台東縣中日友好親善和平紀念碑

## 相關頁面
- 鯉魚山遺址
- 卑南遺址
- 臺灣國家步道

## 外部連結
- 自然步道 - 鯉魚山步道 - 山林悠遊網 （页面存档备份，存于）
- 林務局臺東林管處-鯉魚山步道 （页面存档备份，存于）
- 鯉魚山步道群 - 台灣山林悠遊網 （页面存档备份，存于）
- 旅遊資訊 - 自然步道 - 鯉魚山步道 （页面存档备份，存于）
- 鯉魚山公園 - 台東觀光旅遊網 （页面存档备份，存于）
- 鯉魚山公園 - 交通部觀光署 （页面存档备份，存于）